# Marek Sýkora
Marek Sýkora (* 30. listopadu 1948 Kladno) je bývalý český hokejový trenér a bývalý československý hokejista. Svou aktivní trenérskou kariéru zakončil v roce 2012 v týmu Dynamo Minsk.
Trénoval také tým Plzně a Petrohradu. V letech 2013–2018 působil jako expert v hokejovém studiu České televize, kam se znovu vrátil v roce 2021 v rámci MS v Rize. K jeho úspěchům patří objevení talentu Jevgenije Malkina, když ho v 16 letech prosadil do prvního týmu Magnitogorsku.

## Rodina
Jeho otcem byl hokejový trenér Vlastimil Sýkora, ve třinácti letech odešel s otcem do Vítkovic a poté do Plzně. Hokej hrál v Kladně i v Plzni.